# Netzsperre

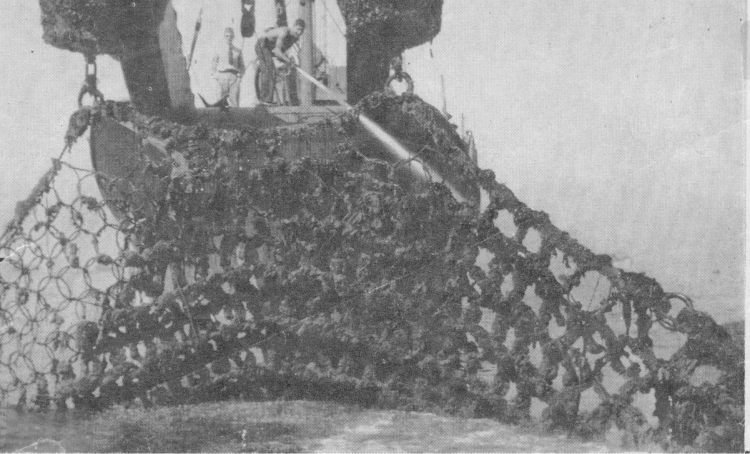
Netzsperre gegen U-Boote im Zweiten Weltkrieg

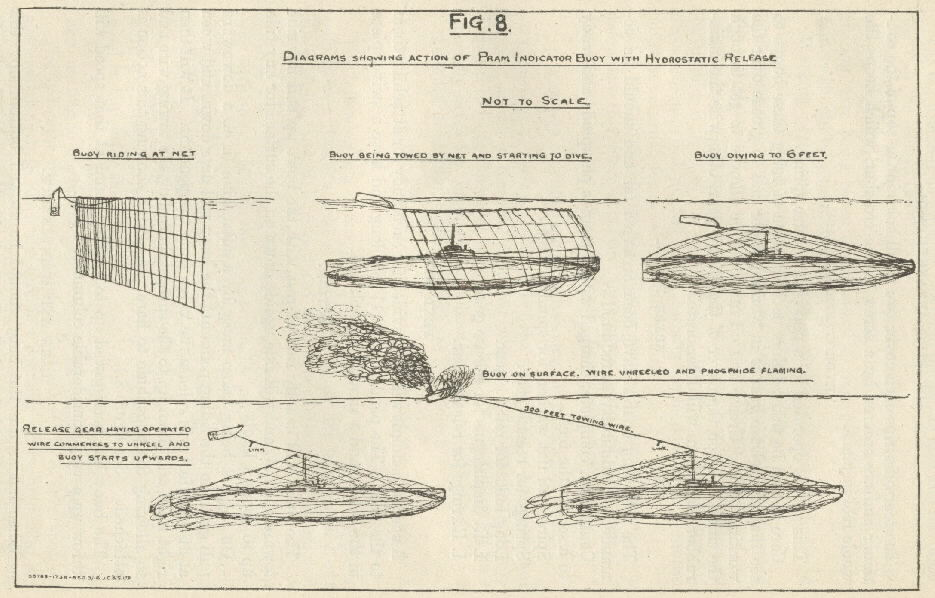
Funktionsweise einer Netzsperre

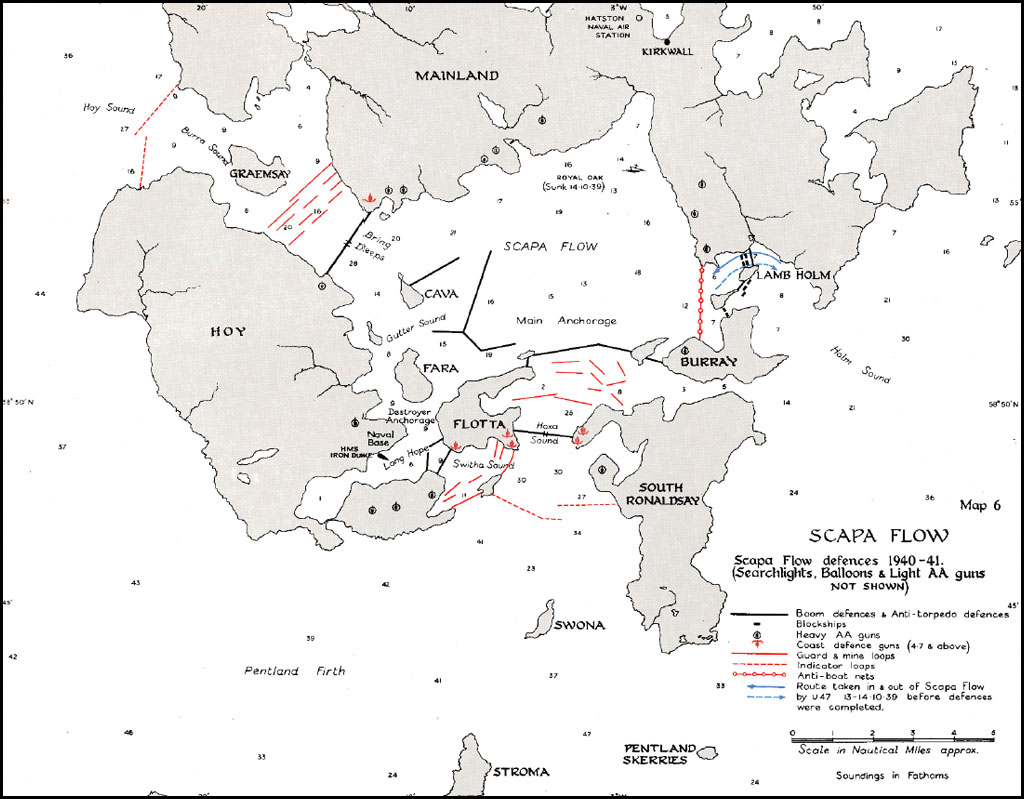
Karte mit Lage der Netzsperren in Scapa Flow

Netzsperren (auch Sperrnetze) beziehungsweise Netz- und Balkensperren sind schwimmende militärische Sperranlagen des Seekriegswesens. Sie wurden überwiegend in flachen Gewässern eingesetzt und dienten vorzugsweise dem Schutz von Hafenanlagen, Flottenstützpunkten, Liegeplätzen in Buchten, Reeden und wasserbaulich wichtigen Einrichtungen (etwa Stauwehre, Brücken oder Dämme). Die Netzsperren sollten vor allem das Eindringen von Kampftauchern, Schnellbooten und U-Booten in die geschützten Bereiche verhindern oder zumindest erschweren. Zudem sollten die Netze auch das Abschießen von beispielsweise Torpedos von außerhalb der Sperren in die geschützten Hafen- und Schiffsliegezonen hinein verhindern. Ausgebracht wurden Netzsperren durch sogenannte Netzleger, bei ihnen handelte es sich meistens um entsprechend umgebaute Handelsschiffe beziehungsweise Hilfskriegsschiffe.

## Geschichte
Netz- und Balkensperren gab es bereits zur Zeit der Segelschiffe, wobei ihre primäre Aufgabe zu dieser Zeit darin bestand, das Vordringen von Brandern auf eine Reede oder in einen Hafen hinein zu verhindern. Während des Sezessionskriegs (1861 bis 1865) in den Vereinigten Staaten kamen ebenfalls frühe Formen der Netz- und Balkensperren zum Einsatz, wobei die Sperren hierbei zwischen Pfählen befestigt waren, die zusätzlich mit einfachen Minenladungen abgesichert waren; so kam eine solche Sperre beispielsweise seitens der konföderierten Streitkräfte während der Schlacht in der Mobile Bay zum Einsatz, um den Zugang zum Hafen von Mobile abzuriegeln. Gleichwohl gelang der deutlich überlegenen Flotte der Nordstaaten der Durchbruch durch diese Sperranlagen dennoch.
Einen weitverbreiteten Einsatz von Netz- und Balkensperren durch alle kriegführenden Parteien gab es dann vor allem im Ersten und im Zweiten Weltkrieg. Dies war vor allem auch dem Umstand geschuldet, dass die Entwicklung des U-Bootes hin zu einem vollwertigen und gefährlichen Waffensystem im Seekriegswesen ab dem Beginn des 20. Jahrhunderts rasant vorangeschritten war.
Die Sperrmaßnahmen selbst konnten zwar ein U-Boot nicht direkt versenken, allerdings bestand für die U-Boote stets das Risiko, dass sie sich bei einem Durchbruchsversuch (oder einem versehentlichen Kontakt) in diesen verfingen, beziehungsweise dass die Netze die Schrauben und die Steuerelemente blockierten. Ein U-Boot in einer solchen Lage wurde beinahe zwangsläufig manövrierunfähig und war Angriffen von Sicherungsschiffen weitgehend hilflos ausgeliefert. Allerdings war die Zahl der U-Boote, die durch Sperrnetze verloren gingen, relativ gering.

### Übersicht von im Ersten Weltkrieg in Netzsperren verloren gegangenen U-Booten (Auswahl)
- 27. Juli 1915: Das französische U-Boot Mariotte (Lieutenant de Vaisseau Auguste Farbre) lief vor Çanakkale in eine osmanische Netzsperre und musste manövrierunfähig auftauchen. Nachdem das Boot von osmanischen Küstenbatterien unter Feuer genommen wurde, versenkte die französische Besatzung ihr Boot selbst.[6] Die Besatzung konnte zur Gänze von einem osmanischen Sicherungsschiff gerettet werden.
- 15. September 1915: Das britische U-Boot E7 (Lieutenant Commander Archibald D. Cochrane) verfing sich im Marmarameer in einer osmanischen Netzsperre. Nachdem von osmanischen Wachbooten mehrere Sprengladungen auf das Boot abgeworfen worden waren (hieran beteiligte sich auch die Besatzung des deutschen U-Bootes UB-14 unter Heino von Heimburg, die von einem Motorboot aus eine Sprengladung auf das in rund 30 Metern Tiefe befindliche Boot abwarf[7]), tauchte das britische U-Boot auf und ergab sich. Infolge von erheblichen Beschädigungen sank E7 kurze Zeit später, die Besatzung überlebte.
- 5. April 1916: Vor dem Hafen von Le Havre fiel das deutsche U-Boot UB 26 (Oberleutnant zur See Wilhelm Smiths) dem vermutlich einzigen "offensiven" Einsatz eines Sperrnetzes zum Opfer. Das Boot war von dem französischen Zerstörer Trombe geortet worden und wurde von diesem mit einem ausgebrachten, hinter dem Zerstörer hergezogenen Sperrnetz überzogen.[8] Das manövrierunfähige Boot musste schließlich auftauchen und wurde von der Besatzung selbstversenkt, es gab keine Personalverluste. Das Wrack von UB 26 wurde im August 1916 von den Franzosen gehoben, repariert und bis 1925 unter dem Namen Roland Morillot genutzt.[9]
- 13. Mai 1916: Das österreichisch-ungarische U-Boot U 6 (Linienschiffsleutnant Hugo von Falkhausen) geriet in der Otranto-Sperre in Sperrnetze und musste, nachdem das Boot nicht mehr freizubekommen war, auftauchen und wurde von der eigenen Besatzung selbstversenkt.[10] Die 15 Mann starke Besatzung wurde vollständig von drei Fischkuttern gerettet.

## Technische Aspekte
Die beschwerten Netze aus Kunststoff mit Verstärkung aus dünnen, austenitischen Drähten werden quer zur Hafeneinfahrt verlegt. Die Maschen der Netze sind so eng, dass weder Personen noch Torpedos durch sie hindurch kommen. Da Torpedos zudem meist mit einem Aufschlagzünder versehen sind, ist die Gefahr einer Explosion im Netz gering.
Zur Durchfahrt von Schiffen wird die Netzsperre je nach Konstruktion entweder in Richtung See weggeklappt und auf den Grund gelegt oder mit Hilfe eines Schleppers zur Seite gezogen.  Einrichtung, Überwachung, Unterhalt und Betrieb von deutschen Netzsperren in wichtigen Häfen oblag im Zweiten Weltkrieg den von der Kriegsmarine dazu eingerichteten Sperrkommandanturen.
Stahlnetze, die noch im Ersten und Zweiten Weltkrieg insbesondere zur Absperrung von U-Boot-Bunkern und Seehäfen verwendet wurden, kommen heute praktisch nicht mehr zum Einsatz, da sie zu schwer und zu unhandlich sind. Als Gegenmaßnahmen wurden an U-Booten Netzabweiser und Netzsägen angebracht.
Dass Netze als Schutz von Liegeplätzen keine hundertprozentige Sicherheit bieten, zeigte sich in Scapa Flow, wo es trotz mehrfacher Netzreihen dem deutschen U-Boot U 47 gelang, in den Stützpunkt einzudringen, seine Torpedos abzuschießen und auch wieder aus dem Stützpunkt zu entkommen.
Im Juni 2007 kam eine rund 4,5 km lange Abriegelung des Ostseebads Heiligendamm anlässlich des Gipfeltreffens der Staats- und Regierungschefs der G8 zur Anwendung.